# Cambio dolor
Cambio dolor è un singolo della cantante e attrice Natalia Oreiro pubblicato dalla BMG nel 1998. L'omonimo brano musicale compare nella telenovela Muñeca brava.

## Tracce
Testi e musiche di Pablo Durand, Fernando Lopez Rossi.
1. Cambio dolor – 4:01
2. Cambio Dolor (Pumpin' Dolls Radio Edit) – 3:58
3. Cambio Dolor (Pumpin' Dolls Pool Party Club Mix) – 6:10